# Parròquia de Vērgale
La Parròquia de Vērgale (en letó: Vērgales pagasts) és una unitat administrativa del municipi de Pāvilosta, al sud de Letònia. Abans de la reforma territorial administrativa de l'any 2009 pertanyia al raion de Liepaja.

## Pobles, viles i assentaments
- Bebe
- Ploce
- Saraikas muiža
- Saraiķi
- Vērgale (centre parroquial)
- Vērgales estació
- Ziemupe